# Al-Arji
Al-Arji, né en 649[réf. nécessaire] et mort en 738, est un poète arabe du Hedjaz actif au début de l'époque islamique.

## Biographie
Né en 649[réf. nécessaire], c'est le petit-fils du calife Uthman. Homme cultivé et bon cavalier, il accompagne Maslama ben Abd al-Malik dans ses campagnes en territoire byzantin. Originaire de La Mecque, il est appelé al-Arji car il possède une résidence dans le village d'al-Arj, près de Taëf.
Arji se découvre un talent poétique lors de soirée mondaine. Voulant prendre le pouvoir, il compose plusieurs satires contre le gouverneur de La Mecque qui est l'oncle du calife Hicham. Il a fait circuler des vers érotiques mettant en scène la mère du gouverneur. Il est alors arrêté, fouetté et mourut en prison en 738.
Un diwan lui est attribué.

## Style
Il est associé à un courant de poètes citadins réputés pour leur modernité, qui marquent une évolution dans la structure de la qasida. À l’instar d'autres poètes comme ʿUmar ibn Abī Rabīʿa et al-Aḥwaṣ, il contribue à détacher le nasīb (préambule amoureux de la qasida) de la structure tripartite classique pour en faire un thème central à part entière, et non plus un simple prologue. Ces poèmes parlent de lubricité, d'aventures illicites et d'activités amoureuses intenses.